# Télémaque et les nymphes de Calypso
Télémaque et les nymphes de Calypso est une peinture à l'huile réalisée en 1782 par Angelica Kauffmann. Elle fait partie de la collection du Metropolitan Museum of Art de New York.

## Création
Ce tableau et Le Chagrin de Télémaque ont été réalisés pour Onorato Caetani. Ils montrent des scènes du roman français Les Aventures de Télémaque publié par François Fénelon en 1699, et basé sur l'histoire de Télémaque, fils d'Ulysse,,.

## Description
L'œuvre représente l'arrivée de Télémaque sur l'île de Calypso. Il est accueilli par ses nymphes avec des fruits, du vin et des fleurs. La déesse Athéna, qui avait été son guide, déguisée en vieil homme appelé Mentor, est montrée sur la gauche, emmenée par les nymphes.